# Kościół San Domenico w Palermo
Kościół San Domenico w Palermo (wł. Chiesa di San Domenico), znajdujący się na placu o tej samej nazwie, jest drugim po katedrze najważniejszym kościołem w Palermo, jest uważany za „Panteon znamienitych mężów Sycylii” i za symbol walki z mafią.

## Historia
Pierwszy kościół powstał w tym miejscu w drugiej połowie XIII wieku, krótko po tym, jak dominikanie osiedlili się w Palermo. Później, w okresie renesansu, między 1458 a 1480 rokiem, biorąc pod uwagę znaczny napływ wiernych, dominikanie postanowili całkowicie przebudować i rozbudować świątynię. Ostatecznie w 1640 r. kościół ponownie został zburzony i odbudowany za zgodą kardynała Giannettino Dorii, arcybiskupa Palermo. Realizację projektu powierzono najpierw dominikańskiemu architektowi Andrea Cirrincione, a następnie najbardziej doświadczonemu architektowi Vincenzo Tedeschi, który dokonał ważnych zmian w podstawowym projekcie Cirrincione.

## Architektura
Większość prac została ukończona w XVII wieku, z wyjątkiem fasady ukończonej w 1726 r. Elewacja, zgodnie z typowym schematem rzymskiej architektury barokowej, podzielona jest na trzy poziomy i wyznacza ją dwanaście marmurowych kolumn ułożonych w pary. W dolnym znajdują się trzy portale wejściowe ograniczone czterema parami kolumn w stylu doryckim. W drugim rzędzie cztery stiukowe posągi papieży dominikanów (Innocenty V, Pius V, Benedykt XI i Benedykt XIII) oraz dwie inne umieszczone w niszach, przedstawiające św. Tomasza z Akwinu i św. Piotra Męczennika. Na ostatniej kondygnacji w centrum frontonu wyróżnia się figura św. Dominika Guzmana, założyciela zakonu. Na krańcach fasady znajdują się dwie strzeliste i symetryczne dzwonnice. 

## Wnętrza
Wnętrze, majestatyczna sala, ma plan krzyża łacińskiego z płytkimi kaplicami ściennymi i niewielkim transeptem, charakteryzującym się trzema szerokimi nawami podzielonymi przez szesnaście potężnych kolumn porządku toskańskiego, które podtrzymują czternaście dużych okrągłych łuków, siedem z każdej strony. W nawach bocznych znajdują się wspaniałe kaplice, z których prawie wszystkie były niegdyś pod patronatem rodzin szlacheckich, w których znajdują się liczne dzieła sztuki o dużej wartości artystycznej.
W 1853 roku kościół stał się panteonem wybitnych Sycylijczyków, których zaczęto w nim chować.

## Pochowani w kościele
- Emerico Amari
- Michele Amari
- Stanislao Cannizzaro
- Francesco Crispi
- Giovanni Falcone (od 2015)
- Francesco Ferrara
- Giovanni Meli
- Pietro Novelli
- Giuseppe Patania
- Errico Petrella
- Giuseppe Pitrè
- Vincenzo Riolo
- Ruggero Settimo
- Mariano Valguarnera